# Rallye Norwegen 2007

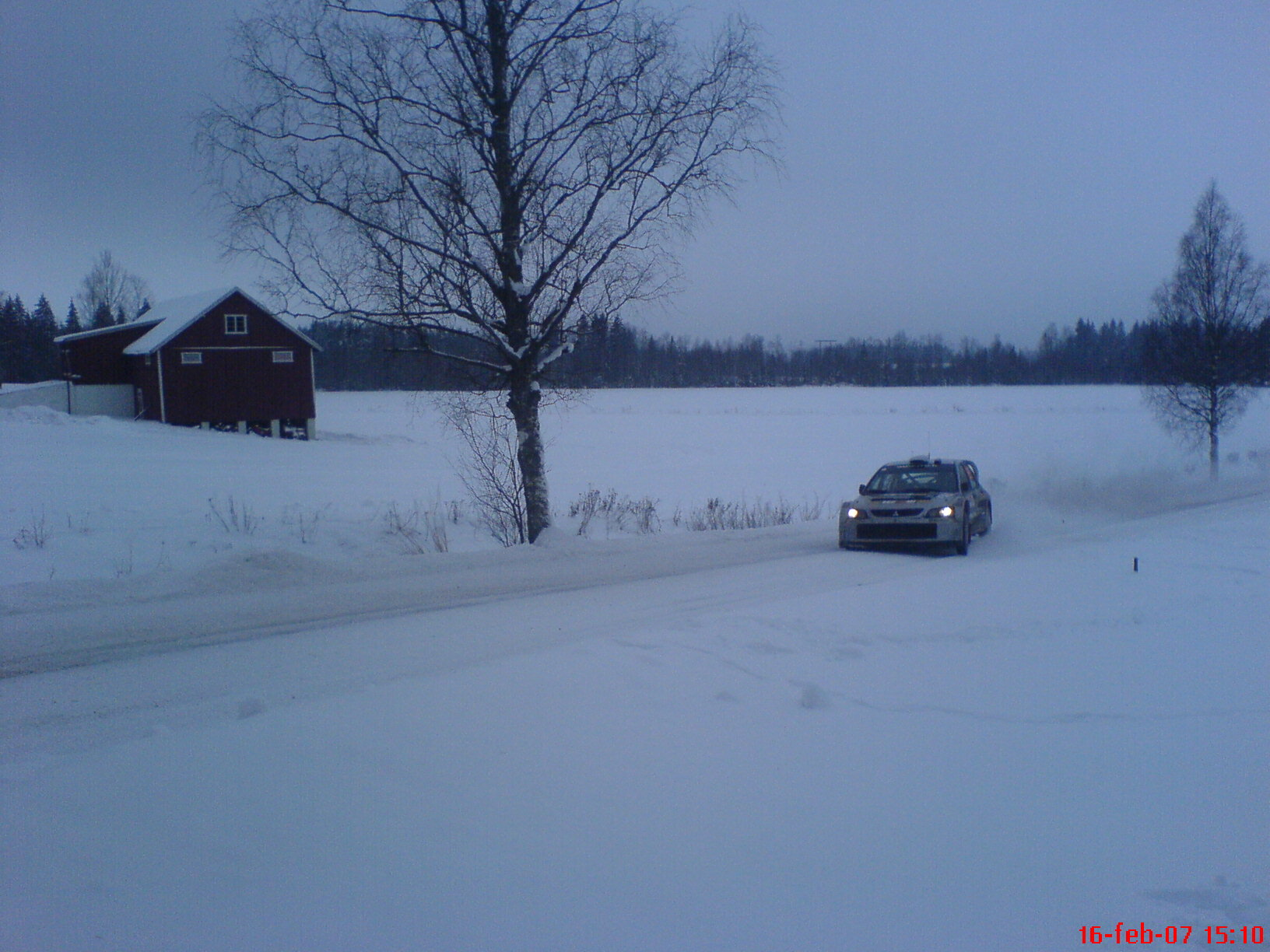
Juho Hänninen bei der Rallye Norwegen 2007

Die erste Rallye Norwegen, die als Weltmeisterschaftslauf ausgetragen wurde, war der dritte von 16 FIA-Weltmeisterschaftsläufen 2007. Die Rallye bestand aus 18 Wertungsprüfungen und wurde zwischen dem 16. und dem 18. Februar ausgetragen.

## Bericht
Mikko Hirvonen (Ford) gewann, nach seinem Sieg in Australien 2006, zum zweiten Mal einen Rallye-Weltmeisterschaftslauf. In der letzten, über 44 Kilometer langen Wertungsprüfung wurde Hirvonen, der von der ersten WP an geführt hatte, von seinem Verfolger und Teamkollegen Marcus Grönholm nicht mehr angegriffen. Hirvonens Vorsprung auf Grönholm betrug am Ende 9,5 Sekunden.
Der Dritte auf dem Siegerpodest war Henning Solberg (Ford). Er machte es spannend, als er am Start der letzten Prüfung den Motor abwürgte. Henning Solberg konnte trotzdem einen Vorsprung von 16,5 Sekunden auf seinen Bruder Petter Solberg (Subaru) ins Ziel retten.
Der fünfte Gesamtrang ging an Jari-Matti Latvala (Ford). Manfred Stohl (Citroën) verlor den sechsten Rang an Gigi Galli (Citroën). Stohl blieb in der letzten Wertungsprüfung minutenlang stehen wegen technischen Problemen und rutsche aus den Punkterängen.
Der Samstag war ein äußerst schlechter Tag für das Citroën-Werksteam. Weltmeister Sébastien Loeb lag auf dem dritten Gesamtrang mit intakten Chancen auf den Sieg. Doch dann kam alles anders. Zuerst verunfallte Loebs Teamkollege Dani Sordo in der neunten Wertungsprüfung. Sordo kam von der Strecke ab und konnte nicht mehr weiterfahren. Drei Prüfungen später folgte Loebs Unfall. In der zehnten Wertungsprüfung war Loeb noch schnellster und er holte auf. In der 12 Wertungsprüfung kam er von der Straße ab und blieb in einer Schneebank stecken. Loeb verlor über achtzehn Minuten auf die Führenden.

## Klassifikationen

### Endresultat
| Pos.   | Fahrer               | Beifahrer            | Auto               | Zeit      | Rückstand | Punkte |
| WRC    | WRC                  | WRC                  | WRC                | WRC       | WRC       | WRC    |
| ------ | -------------------- | -------------------- | ------------------ | --------- | --------- | ------ |
| 1      | Mikko Hirvonen       | Jarmo Lehtinen       | Ford Focus RS WRC  | 3:28:17.0 |           | 10     |
| 2      | Marcus Grönholm      | Timo Rautiainen      | Ford Focus RS WRC  | 3:28:26.5 | 00:09.5   | 8      |
| 3      | Henning Solberg      | Cato Menkerud        | Ford Focus RS WRC  | 3:32:01.6 | 03:44.6   | 6      |
| 4      | Petter Solberg       | Phil Mills           | Subaru Impreza WRC | 3:32:18.1 | 04:01.1   | 5      |
| 5      | Jari-Matti Latvala   | Miikka Antilla       | Ford Focus RS WRC  | 3:33:47.7 | 05:30.7   | 4      |
| 6      | Gigi Galli           | Giovanni Bernacchini | Citroën Xsara WRC  | 3:35:22.2 | 07:05.2   | 3      |
| 7      | Daniel Carlsson      | Denis Giraudet       | Citroën Xsara WRC  | 3:37:40.7 | 09:23.7   | 2      |
| 8      | Jan Kopecký          | Filip Schovánek      | Škoda Fabia WRC    | 3:40:06.9 | 11:49.9   | 1      |
| J-WRC  |                      |                      |                    |           |           |        |
| 1 (18) | Per-Gunner Andersson | Jonas Andersson      | Suzuki Swift S1600 | 3:49:37.9 | 21:20.9   | 10     |
| 2 (21) | Patrik Sandell       | Emil Axelsson        | Renault Clio R3    | 3:57:11.6 | 28:54.6   | 8      |
| 3 (28) | Urmo Aava            | Kuldar Sikk          | Suzuki Swift S1600 | 4:04:50.3 | 36:33.3   | 6      |
| 4 (31) | Jaan Mölder jr.      | Katrin Becker        | Suzuki Swift S1600 | 4:08:41.0 | 40:24.0   | 5      |
| 5 (38) | Aaron Burkart        | Timo Gottschalk      | Citroën C2 S1600   | 4:13:22.6 | 45:05.6   | 4      |
| 6 (39) | Trond Svenkerud      | Kay Ødegård          | Ford Fiesta ST     | 4:18:03.9 | 49:46.9   | 3      |
| 7 (41) | Andrea Cortinovis    | Flavio Zanella       | Renault Clio S1600 | 4:19:02.9 | 50:45.9   | 2      |
| 8 (44) | Shaun Gallagher      | Clive Jenkins        | Citroën C2 R2      | 4:25:57.8 | 57:40.8   | 1      |

### Wertungsprüfungen
| Tag                           | WP                            | WP Name     | Länge    | Start MEZ                                 | Fahrer                                                      | Auto              | Zeit        | Ø km/h      | Leader         |
| ----------------------------- | ----------------------------- | ----------- | -------- | ----------------------------------------- | ----------------------------------------------------------- | ----------------- | ----------- | ----------- | -------------- |
| Tag 1 16. Feb.                | WP1                           | Loten 1     | 30,30 km | 07:43                                     | Mikko Hirvonen                                              | Ford Focus RS WRC | 16:14.1     | 111,98 km/h | Mikko Hirvonen |
| Tag 1 16. Feb.                | WP2                           | Haslemoen   | 11,92 km | 08:34                                     | Sébastien Loeb                                              | Citroën C4 WRC    | 08:08.4     | 87,86 km/h  | Mikko Hirvonen |
| Tag 1 16. Feb.                | Service Viking Ship 10:01 Uhr |             |          |                                           |                                                             |                   |             |             | Mikko Hirvonen |
| Tag 1 16. Feb.                | WP3                           | Loten 2     | 30,30 km | 11:24                                     | Mikko Hirvonen                                              | Ford Focus RS WRC | 16:09.9     | 112,47 km/h | Mikko Hirvonen |
| Tag 1 16. Feb.                | WP4                           | Grue        | 14,36 km | 12:30                                     | Sébastien Loeb                                              | Citroën C4 WRC    | 07:31.8     | 114,42 km/h | Mikko Hirvonen |
| Tag 1 16. Feb.                | WP5                           | Opaker      | 14,64 km | 13:52                                     | Jari-Matti Latvala                                          | Ford Focus RS WRC | 07:59.8     | 109,85 km/h | Mikko Hirvonen |
| Tag 1 16. Feb.                | WP6                           | Kongsvinger | 14,60 km | 14:36                                     | Sébastien Loeb                                              | Citroën C4 WRC    | 09:44.5     | 89,92 km/h  | Mikko Hirvonen |
| Tag 1 16. Feb.                | WP7                           | Finnskogen  | 21,29 km | 15:30                                     | Sébastien Loeb                                              | Citroën C4 WRC    | 12:42.3     | 100,54 km/h | Mikko Hirvonen |
| Tag 1 16. Feb.                | WP8                           | Kirkanaer   | 6,75 km  | 16:33                                     | Sébastien Loeb                                              | Citroën C4 WRC    | 05:48.9     | 69,65 km/h  | Mikko Hirvonen |
| Tag 1 16. Feb.                | Service Viking Ship 18:11 Uhr |             |          |                                           |                                                             |                   |             |             | Mikko Hirvonen |
| Tag 2 17. Feb.                |                               |             |          |                                           |                                                             |                   |             |             | Mikko Hirvonen |
| Service Viking Ship 06:50 Uhr |                               |             |          |                                           |                                                             |                   |             |             | Mikko Hirvonen |
| WP9                           | Eleverum 1                    | 44,27 km    | 08:09    | Mikko Hirvonen                            | Ford Focus RS WRC                                           | 24:40.3           | 107,66 km/h |             | Mikko Hirvonen |
| WP10                          | Terningmoen                   | 12,71 km    | 09:23    | Dani Sordo                                | Citroën C4 WRC                                              | 07:59.1           | 95,5 km/h   |             | Mikko Hirvonen |
| Service Viking Ship 10:27 Uhr |                               |             |          |                                           |                                                             |                   |             |             | Mikko Hirvonen |
| WP11                          | Mountain 1                    | 24,36 km    | 12:05    | Mikko Hirvonen                            | Ford Focus RS WRC                                           | 14:01.8           | 104,18 km/h |             | Mikko Hirvonen |
| WP12                          | Lillehammar                   | 5,98 km     | 13:06    | Marcus Grönholm                           | Ford Focus RS WRC                                           | 04:33.9           | 78,6 km/h   |             | Mikko Hirvonen |
| WP13                          | Ringsaker 1                   | 27,30 km    | 14:00    | Marcus Grönholm                           | Ford Focus RS WRC                                           | 16:29.7           | 99,3 km/h   |             | Mikko Hirvonen |
| WP14                          | Hamar 1                       | 1,14 km     | 15:10    | Marcus Grönholm                           | Ford Focus RS WRC                                           | 01:13.8           | 55,61 km/h  |             | Mikko Hirvonen |
| Service Viking Ship 15:30 Uhr |                               |             |          |                                           |                                                             |                   |             |             | Mikko Hirvonen |
| Tag 3 18. Feb.                |                               |             |          |                                           |                                                             |                   |             |             | Mikko Hirvonen |
| Service Viking Ship 06:50 Uhr |                               |             |          |                                           |                                                             |                   |             |             | Mikko Hirvonen |
| WP15                          | Mountain 2                    | 24,36 km    | 08:08    | Sébastien Loeb                            | Citroën C4 WRC                                              | 13:18.2           | 109,87 km/h |             | Mikko Hirvonen |
| WP16                          | Ringsaker 2                   | 27,30 km    | 08:55    | Henning Solberg                           | Ford Focus RS WRC                                           | 15:28.6           | 105,84 km/h |             | Mikko Hirvonen |
| WP17                          | Hamar 2                       | 1,14 km     | 10:05    | Xavier Pons Sébastien Loeb Petter Solberg | Mitsubishi Lancer WRC Citroën C4 WRC Subaru Impreza S12 WRC | 01:11.8           | 57,16 km/h  |             | Mikko Hirvonen |
| Service Viking Ship 10:34 Uhr |                               |             |          |                                           |                                                             |                   |             |             | Mikko Hirvonen |
| WP18                          | Eleverum 2                    | 44,27 km    | 12:14    | Marcus Grönholm                           | Ford Focus RS WRC                                           | 24:10.3           | 109,89 km/h |             | Mikko Hirvonen |

Quelle:

### Gewinner Wertungsprüfungen
| WP                | Anzahl | Fahrer             | Auto                  |
| ----------------- | ------ | ------------------ | --------------------- |
| 2, 4, 6–8, 15, 17 | 7      | Sébastien Loeb     | Citroën C4 WRC        |
| 1, 3, 9, 11       | 4      | Mikko Hirvonen     | Ford Focus RS WRC     |
| 12–14, 18         | 4      | Marcus Grönholm    | Ford Focus RS WRC     |
| 5                 | 1      | Jari-Matti Latvala | Ford Focus RS WRC     |
| 10                | 1      | Dani Sordo         | Citroën C4 WRC        |
| 16                | 1      | Henning Solberg    | Ford Focus RS WRC     |
| 17                | 1      | Petter Solberg     | Subaru Impreza WRC    |
| 17                | 1      | Xavier Pons        | Mitsubishi Lancer WRC |

### Fahrer-WM nach der Rallye
| Pos. | Fahrer          | Punkte |
| ---- | --------------- | ------ |
| 1    | Marcus Grönholm | 24     |
| 2    | Mikko Hirvonen  | 20     |
| 3    | Sébastien Loeb  | 18     |
| 4    | Henning Solberg | 11     |
| 5    | Dani Sordo      | 8      |

### Team-Weltmeisterschaft
| Pos. | Team               | Punkte |
| ---- | ------------------ | ------ |
| 1    | Ford WRT           | 44     |
| 2    | Citroën WRT        | 28     |
| 1    | Stobart Ford       | 16     |
| 4    | Subaru WRT         | 15     |
| 5    | Kronos Citroën WRT | 14     |